# Фольмер, Кирилл Алексеевич
Кири́лл Алексе́евич Фо́льмер (род. 25 февраля 2000, Энгельс, Саратовская область) — российский футболист, полузащитник и нападающий ульяновской «Волги».

## Биография
Начал заниматься футболом в ДЮСШ «Юность» из Энгельса. В августе 2011 года успешно прошёл отбор в академию московского «Спартака» и был зачислен в неё. С января 2018 года начал привлекаться к тренировкам в молодёжный состав «Спартака». 7 апреля 2018 дебютировал в молодёжном первенстве 2017/18 в матче 25-го тура против «Анжи» (0:1), выйдя на замену на 85-й минуте матча. Первый мяч за «молодёжку» забил 7 сентября 2018 года в матче 1-го тура молодёжного первенства 2018/19 против «Оренбурга» (2:0). Всего за молодёжный состав «Спартака» провёл 20 матчей и забил три мяча.
С зимы 2019 года начал привлекаться к тренировкам в фарм-клуб «Спартак-2». 11 марта 2019 года дебютировал за «Спартак-2» в матче 26-го тура первенства ФНЛ 2018/19 против «Зенита-2» (1:1), выйдя на замену на 88-й минуте вместо Солтмурада Бакаева. Первый мяч за вторую команду забил 28 апреля 2019 года в матче 34-го тура первенства ФНЛ против «Тамбова» (2:2). В сезонах 2018/19 и 2019/20 за «Спартак-2» провёл 15 матчей и забил два мяча.
13 августа 2019 года перешёл в «Уфу». Сыграл пять матчей и забил один мяч в первенстве ПФЛ за «Уфу-2». 9 августа 2020 года в 1-м туре чемпионата России 2020/21 в домашнем матче против «Краснодара» (0:3) дебютировал в основной команде, выйдя на замену на 69-й минуте вместо Игоря Безденежных.
25 февраля 2021 года в результате обмена подписал контракт на пять лет с клубом «Ростов». За основную команду дебютировал 12 марта 2021 года, выйдя на замену на 88-й минуте в гостевом матче против подмосковных «Химок».
16 июля 2022 года на правах аренды перешёл в «Ахмат», соглашение рассчитано до конца сезона 2022/23. Дебютировал за клуб 16 июля 2022 года в матче 1-го тура чемпионата России против московского «Спартака» (1:1), выйдя на 67-й минуте вместо Евгения Харина. Первый мяч за клуб забил 31 августа 2022 года в матче 1-го тура группового этапа Кубка России против «Оренбурга» (3:1). Всего за «Ахмат» во всех турнирах провёл семь матчей и забил один мяч. 26 января 2023 года был арендован «Балтикой» до конца сезона 2022/23. Дебютировал за клуб 6 марта 2023 года в матче 21-го тура первой лиги против «СКА-Хабаровска» (2:0), выйдя в стартовом составе. Первый мяч за клуб забил 12 марта 2023 года в матче 22-го тура первой лиги против «Краснодара-2» (3:0). Всего за «Балтику» провёл 11 матчей и забил один мяч.
7 июля 2023 года покинул «Ростов», на его счету за клуб 23 матча во всех турнирах, в которых он отметился двумя результативными передачами. 9 июля 2024 года подписал контракт с «Волгарём». В конце июля 2024 года перешёл в «Сибирь». 1 июля 2025 года стал игроком ульяновской «Волги».

## Статистика выступлений
| Клуб              | Лига                   | Сезон               | Чемпионат | Чемпионат | Кубки | Кубки |
| Клуб              | Лига                   | Сезон               | Матчи     | Голы      | Матчи | Голы  |
| ----------------- | ---------------------- | ------------------- | --------- | --------- | ----- | ----- |
| Спартак-2         | 1-й дивизион           | 2018/19             | 12        | 2         | 0     | 0     |
| Спартак-2         | 1-й дивизион           | 2019/20             | 3         | 0         | 0     | 0     |
| Уфа-2             | 2-й дивизион           | 2019/20             | 5         | 1         | 0     | 0     |
| Уфа               | Премьер-лига           | 2019/20             | 0         | 0         | 0     | 0     |
| Уфа               | Премьер-лига           | 2020/21             | 13        | 0         | 2     | 0     |
| Ростов            | Премьер-лига           | 2020/21             | 6         | 0         | 0     | 0     |
| Ростов            | Премьер-лига           | 2021/22             | 15        | 0         | 2     | 0     |
| Ахмат             | Премьер-лига           | 2022/23             | 3         | 0         | 4     | 1     |
| Балтика           | 1-й дивизион           | 2022/23             | 11        | 1         | 0     | 0     |
| Волгарь           | 1-й дивизион           | 2023/24             | 12        | 0         | 1     | 1     |
| Сибирь            | 2-я лига, дивизион «А» | 2024/25 Первый этап | 15        | 2         | 1     | 0     |
| Сибирь            | 2-я лига, дивизион «А» | 2024/25 Второй этап | 18        | 2         | 1     | 0     |
| Всего за карьеру: | Всего за карьеру:      | Всего за карьеру:   | 113       | 8         | 10    | 2     |